# Coniopteryx balkhashica
Coniopteryx balkhashica är en insektsart som beskrevs av Zakharenko 1988. Coniopteryx balkhashica ingår i släktet Coniopteryx och familjen vaxsländor. Inga underarter finns listade i Catalogue of Life.